# Fermo Ognibene
Fermo Ognibene (Campogalliano, 11 marzo 1918 – Succisa, 15 marzo 1944) è stato un militare e partigiano italiano.

## Biografia
Interrotti gli studi per ragioni economiche trovò un lavoro da operaio alle Fonderie Corni di Modena. Chiamato a militare fece parte di un Reggimento d'artiglieria che combatté sulle Alpi contro i francesi.
Nel periodo successivo all'armistizio si rifugiò sull'Appennino parmense, dove erano già presenti organizzazioni partigiane da cui scaturì poi la XII Brigata Garibaldi. Si mise in mostra per il valore durante alcuni scontri con i nazifascisti assumendo come nome di battaglia Tenente Alberto. Divenne comandante del Battaglione Guido Picelli e dopo la sua morte in combattimento a Succisa di Pontremoli, avvenuta per proteggere i compagni, il suo nome venne dato ad una brigata partigiana, la Brigata Garibaldi "Fermo Ognibene". Il battaglione Guido Picelli dopo la morte di Fermo Ognibene passò al comando di Dante Castellucci. Roma e Parma gli hanno dedicato una strada